# برج بتروناس 3
برج بتروناس 3 كان يعرف سابقا ببرج كاريجالي، هو ناطحة سحاب في كوالالمبور عاصمة ماليزيا. بدأ بناؤه في سنة 2006 على أرض مساحتها 0.43 هكتاراً واكتمل في 2011.